# Máhnesán megye

Zandzsán tartomány megyéinek elhelyezkedése

Máhnesán megye (perzsául: شهرستان مانشان ) Irán Zandzsán tartományának nyugati megyéje az ország északnyugati részén. Északon Kelet-Azerbajdzsán, északkeleten Zandzsán városa, keleten Idzsrud, délen Hamadán, nyugaton Kurdisztán határolja. Székhelye Máhnesán városa. Második legnagyobb városa Dandi. Lakossága 51 223 fő.
A megye legmagasabb pontja a 3300 méter magas Belquis-hegy.
Az éghajlat szubtrópusi, az éves átlagos csapadékmennyiség 200 mm, ami főleg a téli hónapokban hullik le.
A megye legfontosabb gazdasági ága a mezőgazdaság. A Ghezel Ozan-folyó völgye a megye legtermékenyebb vidéke. A megyében 418 000 hektár legelő található.
Máhnesán megye közigazgatási egységeit 5 város és 153 falu alkotja.

## Fordítás
- Ez a szócikk részben vagy egészben  a   Mahneshan County című angol Wikipédia-szócikk ezen változatának fordításán alapul.  Az eredeti cikk szerkesztőit annak laptörténete sorolja fel. Ez a jelzés csupán a megfogalmazás eredetét és a szerzői jogokat jelzi, nem szolgál a cikkben szereplő információk forrásmegjelöléseként.
- Ez a szócikk részben vagy egészben  a(z)   شهرستان ماهنشان című perzsa Wikipédia-szócikk ezen változatának fordításán alapul.  Az eredeti cikk szerkesztőit annak laptörténete sorolja fel. Ez a jelzés csupán a megfogalmazás eredetét és a szerzői jogokat jelzi, nem szolgál a cikkben szereplő információk forrásmegjelöléseként.